# جون الكسندر سوليفان
جون الكسندر سوليفان هو محامي وسياسي كندي، ولد في 15 أغسطس 1879 في بوأرنوا في كندا، وتوفي في 11 أغسطس 1952. حزبياً، نشط في حزب كندا المحافظ. وقد انتخب عضو مجلس العموم الكندي.